# Ежедневное президентское резюме

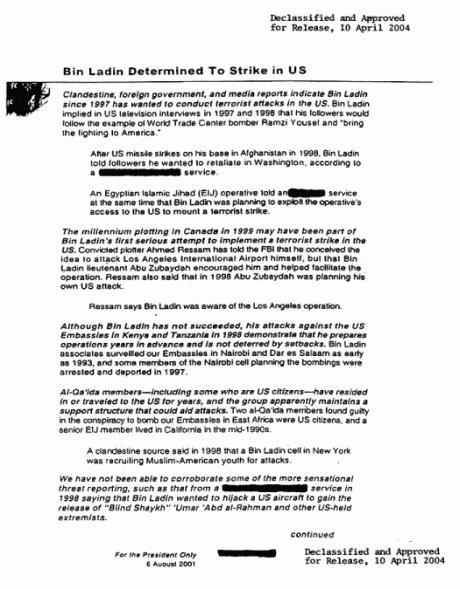
Ежедневное президентское резюме от 6 августа 2001 года

Ежедневное президентское резюме (англ. President's Daily Brief, PDB) — документ, который Директор Национальной разведки ежедневно представляет президенту США.
Предназначен для ознакомления президента США с разведывательными данными, касающимися значимых для интересов США международных ситуаций. Первый документ такого рода под названием «Контрольный список президента» был подготовлен сотрудником ЦРУ Ричардом Леманом для президента Д.Кеннеди 17 июня 1961 года.
Подготовка PDB была, как правило, исключительной прерогативой ЦРУ, с привлечением данных от других членов разведывательного сообщества США, но с созданием должности Директора Национальной разведки в 2005 году обязанность по подготовке PDB перешла к нему, для чего в структуре Управления Директора Национальной разведки была введена специальная должность — помощника по Ежедневному президентскому резюме заместителя Директора Национальной разведки по анализу.
Согласно действующей в США системе классификации секретной информации, PDB относится к документам категории «Совершенно секретно», подкатегория 1.4 (с). Политическая значимость PDB настолько велика, что в 2000 году директор ЦРУ Джордж Тенет совместно с Национальным управлением архивов и документации занял позицию, что ни одно из PDB не подлежит публикации независимо от того, насколько давним или исторически значимым оно является.
Ари Флейшер, бывший пресс-секретарь Белого дома, заявил на брифинге 21 мая 2002 года, что PDB является наиболее «чувствительным» секретным документом в правительстве США
В 2004 года, в ходе работы Комиссии 9/11, которая была создана для анализа терактов 11 сентября 2001 года, после заслушивания показаний тогдашнего советника по национальной безопасности Кондолизы Райс 8 апреля 2004, Комиссия призвала рассекретить PDB от 6 августа 2001 года, озаглавленное «Бин Ладен намерен атаковать США» (англ. Bin Ladin Determined To Strike in US). Два дня спустя, Белый дом опубликовал этот документ с минимальными редакционными правками.